# 薩肯巴赫河 (美因河支流)
50°0′24.35″N 9°35′51.36″E / 50.0067639°N 9.5976000°E

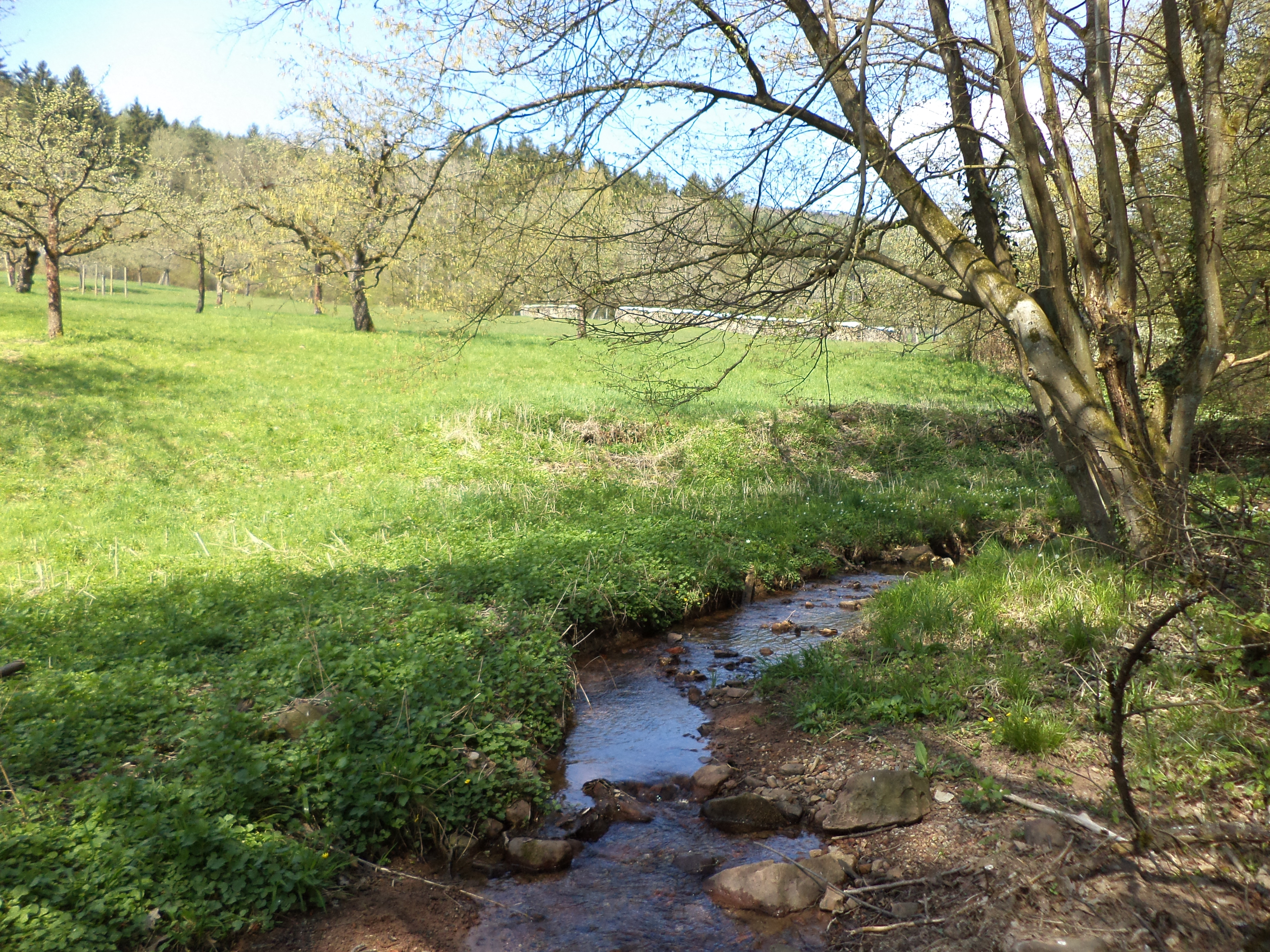

薩肯巴赫河（德語：Sackenbach），是德國的河流，位於該國東南部，由巴伐利亞負責管轄，屬於美因河的右支流，河道全長3.2公里，流域面積3.8平方公里。